# Aprovechamiento energético de residuos

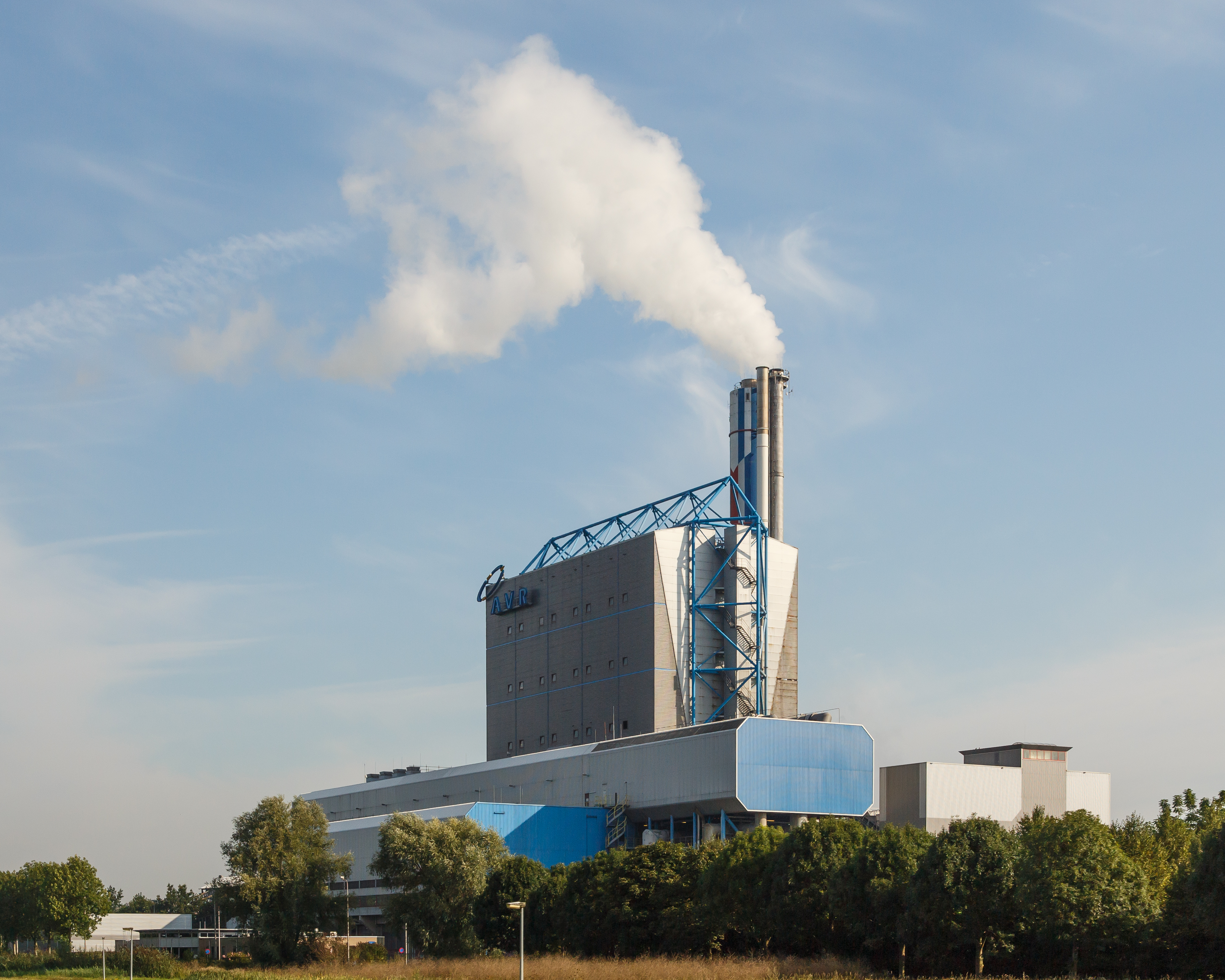
Duiven, Países Bajos: AVR Duiven, una planta de conversión de residuos en energía.

El aprovechamiento energético de residuos (o valorización energética de residuos) es el proceso por el cual se genera energía, en forma de electricidad, calor o combustible, a partir de los residuos.

## Tecnologías
La conversión de energía a partir de los residuos se puede obtener utilizando diferentes tecnologías, cada una con unas características específicas que pueden ser más o menos factibles en función de muchos factores. Entre ellos se encuentran el tipo y la composición de los residuos, su contenido energético, la forma final de la energía deseada y la eficiencia energética general, por mencionar algunos.

### Conversión térmica
Las tecnologías de conversión térmica recuperan la energía mediante procesos que implican altas temperaturas, siendo los principales la incineración, la gasificación y la pirólisis.

#### Incineración directa
La incineración de residuos sólidos urbanos es un método de aprovechamiento energético relativamente antiguo. Esta tecnología consiste en quemar los residuos en instalaciones de combustión para producir vapor que mueve una turbina que genera electricidad y, en algunos casos, para calefacción y procesos industriales. Aunque la incineración directa puede ser una forma efectiva de aprovechar la energía de los residuos, también puede tener impactos negativos en el medio ambiente, como la emisión de gases de efecto invernadero y contaminantes atmosféricos. Además, la incineración directa puede no ser adecuada para todos los tipos de residuos y puede ser costosa de implementar y operar.

#### Gasificación
La gasificación transforma los residuos en un gas de síntesis, que se puede utilizar para producir electricidad, calor y productos químicos. En este proceso, los residuos se calientan a temperaturas elevadas en ausencia de oxígeno, lo que produce un gas compuesto principalmente de monóxido de carbono, hidrógeno y metano. El gas de síntesis generado se puede utilizar en motores de combustión interna para generar electricidad y calor, y en procesos químicos para producir combustibles y productos químicos. La gasificación es una tecnología prometedora para el aprovechamiento energético de los residuos, ya que puede producir energía de manera más eficiente y con emisiones reducidas en comparación con la incineración directa. Sin embargo, la gasificación todavía enfrenta desafíos técnicos y económicos en términos de la eficiencia y la viabilidad comercial en ciertos contextos.

#### Pirólisis
La pirólisis descompone los residuos orgánicos en un líquido inflamable conocido como bioaceite, así como gases y sólidos. Durante la pirólisis, los residuos se calientan a altas temperaturas en ausencia de oxígeno, lo que descompone los materiales orgánicos en sus componentes básicos. El bioaceite producido en la pirólisis se puede utilizar como combustible para producir energía eléctrica y térmica, o como materia prima para la producción de biocombustibles y productos químicos. La pirólisis es una tecnología prometedora para el aprovechamiento energético de los residuos, ya que produce una cantidad significativa de bioaceite de alta calidad y bajo contenido de contaminantes. Sin embargo, la pirólisis todavía enfrenta desafíos en términos de costes, eficiencia y viabilidad comercial en ciertos contextos. Además, la pirólisis no es adecuada para todos los tipos de residuos y se deben tener en cuenta los aspectos ambientales y sociales de la tecnología en su implementación.

### Conversión biológica
Las tecnologías de conversión biológica de residuos a energía son procesos que utilizan microorganismos para descomponer los residuos orgánicos y producir biogás, biocombustibles y otros productos útiles, como la digestión anaerobia, la fermentación o las células de combustible biológicas

#### Digestión anaeróbica
La digestión anaeróbica utiliza microorganismos para descomponer los residuos orgánicos en biogás y digestato, un fertilizante orgánico rico en nutrientes. Durante la digestión anaeróbica, los residuos orgánicos se mezclan con agua en un digestor y se mantienen en condiciones anaeróbicas (sin oxígeno) para permitir la descomposición biológica. El biogás producido en la digestión anaeróbica se compone principalmente de metano y dióxido de carbono, y se puede usar para la generación de energía eléctrica y térmica. La digestión anaeróbica es una tecnología prometedora para el aprovechamiento energético de los residuos, ya que es una forma sostenible de producir energía renovable y reducir la cantidad de residuos enviados a vertederos. Además, la digestión anaeróbica también puede reducir las emisiones de gases de efecto invernadero y producir un fertilizante orgánico valioso que puede utilizarse en la agricultura. Sin embargo, la digestión anaeróbica también enfrenta desafíos en términos de la viabilidad comercial y la gestión adecuada del digestato generado.